# Boesenbergia tillandsiodes
Boesenbergia tillandsiodes là một loài thực vật có hoa trong họ Gừng. Loài này được (Baker) Kuntze mô tả khoa học đầu tiên năm 1891.